# Prosper Menière
Prosper Menière, né le 28 prairial an VII (16 juin 1799) à Angers et mort le 7 février 1862 à Paris 5e, est un médecin français.
Il est célèbre pour sa description princeps de la maladie de Menière (ou syndrome de Ménière), trouble associant des vertiges, une surdité et des acouphènes.

## Biographie
Menière a poursuivi ses études entamées dans sa ville natale, à la faculté de médecine de Paris. Reçu au concours de l'internat en 1824, il est nommé à l'hôpital Hôtel-Dieu et soutient sa thèse de doctorat au sujet de Recherches sur la constitution médicale du troisième trimestre de 1826 en 1828 avant de passer l'agrégation de médecine en 1832. Il se distingue par son organisation de la lutte contre la meurtrière épidémie de choléra de 1832, et reçoit la Légion d'honneur pour services rendus.
De février à juin 1833, il est chargé par le gouvernement de Louis-Philippe de suivre la duchesse de Berry, dont la santé est fragile, durant sa captivité à la citadelle de Blaye. Il assumera cette mission jusqu'à la délivrance de la princesse et son arrivée à Palerme. Il a laissé un journal de cette captivité, publié par son fils en deux volumes in-8º, en 1882.
En 1838, il devient médecin titulaire de l'Institut des sourds-muets de Paris.
Il a publié de nombreux articles au sujet des orchidées et notamment de leur pollinisation.

## La maladie de Menière
Dans son mémoire, resté célèbre, présenté à l'Académie de médecine le 8 janvier 1861, Prosper Menière était le premier à rapporter à l'oreille interne la maladie associant des vertiges paroxystiques et une surdité. Une semaine plus tard, Armand Trousseau s'appuyait sur la description de Menière pour démanteler la congestion cérébrale. Il confirmait ainsi le rôle de Prosper Menière dans l'identification de cette maladie de l'oreille interne. En 1938, Hallpike, Cairns, et Yamakawa en montreront la physiopathologie, et rattacheront cette dernière à l’histologie.
De son côté, Émile Ménière continua les recherches entreprises par son père et notamment la description de cette maladie. Son travail eu pour conséquence la dénomination actuelle de ce syndrome,.
Malgré un travail très prenant, il restait ouvert à la culture de son temps, comptant parmi ses amis Victor Hugo ou Honoré de Balzac.
Il est mort d'une pneumonie, à son domicile parisien du 254 rue Saint-Jacques. Il était l'époux de Pauline Becquerel (1819-1841), fille du physicien Antoine Becquerel et tante d'Henri Becquerel, le prix Nobel de physique en 1903.
Le couple a eu un fils, Emile Ménière. Celui-ci, né à Paris le 27 novembre 1837, y est meurt le 30 septembre 1905. Médecin otologiste comme son père, Émile Ménière devient médecin de l'Institution Nationale des sourds-muets à Paris en 1890,,,. Il a poursuivi notamment les travaux médicaux de son père, mais ne doit pas être confondu avec celui-ci, le véritable découvreur de la maladie de Menière,,,.
Émile Ménière laisse une descendance.

## Publications
- Prosper Ménière, L'Hôtel-Dieu de Paris en juillet et en aout 1830 : Histoire de ce qui s'est passé dans cet hôpital pendant et après les trois grandes journées, suivie de détails sur le nombre, la gravité des blessures et les circonstances qui les ont rendues fatales, Paris, Charles Heideloff, 1830, 367 p. (lire en ligne)
- Prosper Menière, De la guérison de la surdi-mutité et de l'éducation des sourds-muets : exposé de la discussion qui a eu lieu à l'Académie impériale de médecine avec notes critiques, réflexions, additions et un résumé général, Paris, Germain Baillière libraire-éditeur, 1853, XXIV-407 p. (lire en ligne)
- Prosper Menière, Deuxième lettre sur la guérison de la surdi-mutité, Paris, Typographie Panckoucke, 1853, 14 p. (lire en ligne)
- « Détermination d'un herbier attribué à J.-J. Rousseau », Annales de la société linnéenne de Maine-et-Loire 1re année 1853,‎ 1854 passage=215-224 (lire en ligne).
- Prosper Menière, Du mariage entre parents, considéré comme cause de la surdi-mutité congénitale : lu à l'Académie de médecine, séance du 29 avril 1856, Paris, imprimerie de L. Desprez, 1856 (lire en ligne)
- Prosper Menière, Études médicales sur les poètes latins, Paris, Germer Baillière, 1858, VIII-450 p. (lire en ligne)
- Prosper Menière, « Glanes médicales. Eaux salées, naturelles et artificielles, promenade à Salins, Bex, Lavey, etc », Gazette médicale de Paris, 3e série, t. 14,‎ 1859, p. 615-620, 629-634, 665-670 (lire en ligne)
- « Sur une forme de surdité grave dépendant d’une lésion de l’oreille interne », Bulletin de l’Académie nationale de médecine, Paris, J.-B. Baillière, vol. 25, no 26,‎ 1860, p. 242 (lire en ligne sur Gallica, consulté le 10 août 2023).
- De la noblesse des médecins et des avocats en France jusqu'au dix-huitième siècle : Correspondance entre M. P. Ménière et et M. C. Brouchoud, Paris, 1860 (lire en ligne)
- Prosper Menière, « Mémoire sur des lésions de l’oreille interne donnant lieu à des symptômes de congestion cérébrale apoplectiforme », Gazette médicale de Paris, t. 16,‎ 1861, p. 88-89, 239-40, 379-80, 597-601 (lire en ligne)
- Prosper Menière, Cicéron médecin : étude médico-littéraire, Paris, Germer-Baillière libraire-éditeur, 1862, 376 p. (lire en ligne)
- La Captivité de Madame la duchesse de Berry à Blaye, 1833 : journal du docteur P. Menière, médecin envoyé par le gouvernement auprès de la princesse, publié par son fils, le docteur E. Menière, Paris, Calmann-Lévy, 1882, 2 vol. 23 cm (OCLC 612883981), « t. 1 », « t. 2 ».
- Journal du docteur Prosper Ménière publié par son fils le Dr E. Ménière, Paris, Librairie Plon, 1903 (lire en ligne)

## Distinctions
- Chevalier de la Légion d'honneur (1845)